# Astyoche (Tochter des Laomedon)
Astyoche (altgriechisch Ἀστυόχη Astyóchē) ist eine Figur der griechischen Mythologie.
Astyoche war eine Tochter des Königs Laomedon von Troja und der Strymo, einer Tochter des Flussgottes Skamandros, oder der Plakia, der Tochter des Otreus, oder der Leukippe; ihr Bruder war Priamos. Laut dem altgriechischen Genealogen Akusilaos heiratete sie Telephos, einen Sohn des Herakles, und gebar Eurypylos, den sie während des Trojanischen Kriegs zuerst nur ungern den Troern zu Hilfe schicken wollte, bis sie – einem erhaltenen Fragment der Kleinen Ilias zufolge – von Priamos mit einem goldenen Weinstock bestochen wurde und daraufhin ihren Widerstand aufgab. Einer anderen Sagenversion zufolge sei Astyoche nicht die Mutter, sondern vielmehr die Gemahlin des Eurypylos gewesen. Jedenfalls fiel Eurypylos im Kampf gegen Neoptolemos.
Nach dem Untergang Trojas wurde Astyoche mit ihren Schwestern Aithilla und Medesikaste von den siegreichen Griechen erbeutet und mit diesen und weiteren gefangenen Troerinnen nach Italien gebracht, wo sie ihrer Versklavung durch Inbrandsetzung der griechischen Flotte zu entkommen suchte. Ein in der Nähe befindlicher Fluss soll seither wegen dieses Ereignisses Nauaithos (= „Schiffslohe“) genannt worden sein.